# موجیمویا
موجیمویا (به لاتین: Moujimvia) یک منطقهٔ مسکونی در اتحاد قمر است که در آنژوان واقع شده‌است.

## خصوصیات
موجیمویا  ۷۰۰ نفر جمعیت دارد.